# Bettina Berens
Bettina Berens (* 2. September 1973) ist eine ehemalige deutsche Fußballspielerin und katholische Nonne.

## Karriere

### Vereine
Berens war von 1988 bis 1997 als Mittelfeldspielerin für den TuS Ahrbach aktiv, mit dem sie zur Saison 1991/92 in die Bundesliga aufgestiegen ist. Nach sechsjähriger Zugehörigkeit zur Gruppe Süd und als letzte von zehn teilnehmenden Mannschaften standen der Abstieg in die Oberliga und auch ihr Karriereende fest.
Zwei Jahre zuvor belegte sie mit der Mannschaft den zweiten Platz hinter dem FSV Frankfurt und nahm somit an der Endrunde um die Deutsche Meisterschaft teil. Die beiden Halbfinalspiele gegen Grün-Weiß Brauweiler gingen beide mit dem Gesamtergebnis von 3:9 verloren. Am Ende ihrer Premierensaison erreichte sie mit ihrer Mannschaft das Finale um die Deutsche Meisterschaft, das am 8. Juli 1989 in Montabaur mit 0:2 gegen die SSG 09 Bergisch Gladbach verloren wurde.

### Nationalmannschaft
Am 18. April 1992 bestritt sie ihr einziges Länderspiel für die A-Nationalmannschaft. Im Testspiel gegen die Nationalmannschaft Italiens, das in Rom 1:1 unentschieden endete, wurde sie für Judith Roth in der 38. Minute ausgewechselt.

## Erfolge
- Finalist Deutsche Meisterschaft 1989, Halbfinalist 1995

## Katholische Nonne
Im Jahr 2008 trat Bettina Berens in die Ordensgemeinschaft der „Missionsschwestern vom kostbaren Blut“ ein.  Ihr Noviziat verbrachte sie im Kloster Wernberg in Kärnten (Österreich). Derzeit arbeitet sie als Seelsorgerin in der Katholischen Pfarrei St. Vitus in Mönchengladbach.